# 5Y3

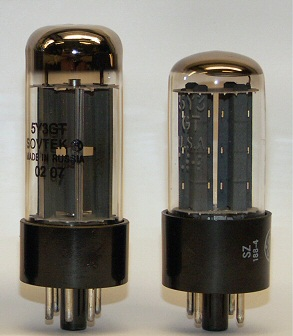
5Y3GT de General Electric (dreta) i 5Y3GT de producció actual de Sovtek (esquerra)

La vàlvula 5Y3 és una vàlvula rectificadora de potència mitjana i d'escalfament directe creada per l'empresa RCA l'any 1935.
Aquesta vàlvula ha estat molt utilitzada com a rectificadora en ràdios de vàlvules i en amplificadors de guitarra com ara Fender. És idèntica a la vàlvula 80, però té base octal revers de base UX4.
El gran èxit que va tenir aquesta vàlvula va fer que es creessin més vàlvules rectificadores d'aquest estil tant amb capacitats majors com menors com ara les vàlvules 5V3, 5W3, 5x3, 5Z3, 5U4, 5Z4, 5AR4, etc.
Les plaques estan connectades als terminals 4 i 6, mentre que el filament d'escalfament directe està connectat als treminals 2 i 8. El voltatge i corrent del filament són de 5 V i 2 A. Les plaques suporten un voltatge màxim de 350 V i una intensitat de sortida màxima de 125 mA, el valor de capacitat màxima per al primer condensador de filtre és de 32 μF.